# Edgar Barth
Wilfried Edgar Barth (* 26. ledna 1917 Thum - 20. května 1965 Ludwigsburg) byl německý automobilový závodník.
Začínal roku 1934 na motocyklech DKW, později jezdil na BMW. V roce 1953 vyhrál závod Autobahnspinne Dresden. Reprezentoval Německou demokratickou republiku na Grand Prix Německa 1953, kde startoval na voze Automobilwerk Eisenach a závod nedokončil. Později odešel do západního Německa a ještě čtyřikrát nastoupil ve Formuli 1 bez bodového zisku, nejlepším výsledkem bylo šesté místo v Grand Prix Německa 1958 na voze Porsche.
Vyhrál závod Formule 2 na Nürburgringu. V roce 1959 vyhrál s Wolfgangem Seidelem na Porsche 718 italský silniční závod Targa Florio. Osmkrát se zúčastnil 24 hodin Le Mans, v roce 1958 obsadil s Belgičanem Paulem Frèrem čtvrté místo celkově a první v třídě S1.5. V letech 1959, 1963 a 1964 se stal mistrem Evropy v jízdě do vrchu.
Zemřel na rakovinu ve věku 48 let. Jeho syn Jürgen Barth se rovněž věnoval motosportu, v roce 1977 vyhrál v Le Mans.